# Habropogon aerivagus
Habropogon aerivagus är en tvåvingeart som beskrevs av Seguy 1953. Habropogon aerivagus ingår i släktet Habropogon och familjen rovflugor. Inga underarter finns listade i Catalogue of Life.